# Jean-François Blanchon
Pour les articles homonymes, voir Blanchon (homonymie).
Jean-François, chevalier Blanchon, né le 26 février 1763 à Saint-Maurice et mort le 6 janvier 1830 à Paris, est un homme politique français.

## Biographie
Homme de loi à Confolens, il est nommé commandant de la garde nationale à Saint-Maurice en septembre 1789, puis administrateur de la Charente en 1790.
Le 4 septembre 1791, il est élu à l'Assemblée législative par le département de la Charente. Il prit la parole dans cette Assemblée, sur l'envoi de troupes dans les colonies et sur les rassemblements des réfugiés du Brabant à Lille et à Douai. 
Il rejoint le corps des commissaire des guerres en 1792 et passe chef de 5e division du ministère de la Guerre en 1794. Il est nommé commissaire ordonnateur en 1795 et participe à la campagne de Sambre et Meuse, puis il sert à l’armée d’Italie de 1796 à 1800 avant d’être promu ordonnateur en chef et de passer à l’armée des Grisons. De 1801 à 1812, il est successivement employé dans les 8e (Marseille), 27e (Turin) et 23e (Bastia) divisions militaires. En 1812, il est en service à Mayence pour le départ de la Grande Armée en Russie, puis à Wesel dans la 25e division militaire. En janvier 1814, il passe dans la 2e division militaire (Mézières). Il reste au même titre dans le service actif des armées jusqu'au 7 décembre 1825, date à laquelle il fut admis à la retraite.
Chevalier de la Légion d'honneur en janvier 1815.
Blanchon reçut, par lettres patentes du 1er juin 1816, le titre de chevalier héréditaire.
Il est le beau-père de Jean Frédéric Garnier de La Boissière.

## Sources
- « Jean-François Blanchon », dans Adolphe Robert et Gaston Cougny, Dictionnaire des parlementaires français, Edgar Bourloton, 1889-1891 [détail de l’édition]